# Derk Willem Gerard Johan Hendrik Brantsen van de Zijp

Wapen van Derk Willem Gerard Johan Hendrik Brantsen (1801-1851)

Derk Willem Gerard Johan Hendrik baron Brantsen van de Zijp (Rotterdam, 26 maart 1801 – Arnhem, 19 september 1851) was een Nederlands gemeentelijk en provinciaal politicus.

## Persoonlijk leven
Brantsen was een zoon van Gerhard Brantsen (1772-1814), kamerheer van koning Lodewijk Napoleon en van keizer Napoleon, en Andrea Helena Mossel (1774-1840). Zijn oom, Gerard Brantsen, was landeigenaar, gemeenteraadslid en ook kamerheer van koning Lodewijk Napoleon en van keizer Napoleon. Brantsen huwde in 1827 met Jacoba Charlotta Juliana barones van Heeckeren (1802-1882) en werd daarmee een schoonzoon van Willem van Heeckeren van Kell. Het paar kreeg zeven kinderen. Zijn zonen Willem Gerard Brantsen (1831-1899) (Eerste Kamerlid en Tweede Kamerlid) en Carel Marie Brantsen 1834-1909) (Tweede Kamerlid) werden ook politicus. Zijn dochter jkvr. Sara Geertruida Agatha Brantsen (1836-1923) huwde met het latere Eerste Kamerlid Frederik Jacob Willem van Pallandt van Keppel (1825-1888). Hij woonde tot zijn overlijden op Kasteel Zijpendaal. Hij werd in 1828 verheven in de Nederlandse adel met de titel van baron bij eerstgeboorte.

## Loopbaan
Brantsen van de Zijp had rechten gestudeerd en was wethouder in Arnhem, gedeputeerde in Gelderland en waarnemend gouverneur in die provincie van 1846 tot 1847. Hij was ook staatsraad in buitengewone dienst. Hij werd benoemd tot Ridder in de Orde van de Nederlandse Leeuw.
- Biografisch Portaal: 30057447
- International Standard Name Identifier: 0000 0003 9002 3857
- Nederlandse Thesaurus van Auteursnamen: 071953191
- Virtual International Authority File: 283575379
- WorldCat: E39PBJpytHr8HdBdVjHfhVWRrq